# Tempo (muziek)
Onder het tempo (van Italiaans tijd, meervoud: tempi) wordt in de muziek de snelheid verstaan waarmee een muziekstuk gespeeld wordt. Ter aanduiding van het tempo worden Italiaanse termen gebruikt, zoals allegro, vivace, presto en dergelijke, waarmee globaal het tempo bepaald is. Voor een nauwkeuriger aanduiding wordt de duur van een bepaalde noot vastgelegd, door verwijzing naar de metronoom. Meestal komt de snelheidsaanduiding met een metronoomgetal overeen met de teleenheid (puls) van de maatsoort, en is de Italiaanse tempoaanduiding gerelateerd aan dat pulsgevoel.
Volgens musicoloog Willi Apel is de eerste tempo aanduiding waarschijnlijk dat van Luis de Narvaez in zijn 'El Maestro' (1536) waar de aanduidingen 'a priesa' en 'a espacio' (resp. snel en langzaam) wordt aangegeven. In oude Europese muziekstukken stond veelal een aanduiding als tempo giusto ofwel het juiste tempo. Later gebruikten componisten ter aanduiding van het tempo een reeks Italiaanse termen, waarmee het te spelen tempo al iets meer duidelijk werd. Weer later, na de uitvinding van de metronoom, werd het gebruikelijk het tempo aan te geven met een metronoomaanduiding. Men noteerde een noot met daarachter een getal dat aangeeft hoeveel van deze noten per minuut gespeeld moeten worden. Ook schreef men wel: MM 100, als afkorting van Maelzels metronoom 100, aangevend dat men de metronoom op 100 tikken per minuut moest instellen. Afhankelijk van de maatsoort is dan het tempo bepaald. 
Een andere maat voor het tempo, die vooral in moderne muziekgenres zoals dance wordt gebruikt, is het aantal beats per minute (afgekort BPM, slagen per minuut). Hiphop gebruikt typisch tempi tussen 85 en 120 BPM terwijl dit bij house eerder 110-140 is. Twee nummers vlekkeloos in elkaar laten overlopen door de tweede plaat te versnellen/vertragen totdat die dezelfde BPM heeft als de plaat ervoor heet beatmixing.

## Tempi en de metronoom
Hieronder staat een overzicht van de verschillende benamingen voor de tempi met daarachter het aantal tikken per minuut waarmee deze overeenkomen. Merk op dat de aanduidingen op het tempo maar ook op het karakter van de muziek kunnen slaan. Bij de tempi waarbij dat het duidelijkst het geval is, staat achter de metronoomgetallen een korte karakterschets. De gegeven metronoomgetallen achter de aanduidingen hieronder worden niet altijd exact gevolgd, maar geven slechts een grove indicatie. Zo kan bijvoorbeeld soms 'allegretto' langzamer zijn dan 98, of 'lento' sneller dan 48.

De aanwijzingen die eindigen op -issimo (meer dan) en -etto (minder dan) zijn afgeleide tempi en behoren niet tot de hoofdtempi.
Zeer langzaam:
- Larghissimo: minder dan of 20 tellen per minuut
- Grave: minder dan 40 tellen per minuut, zwaar, langzaam en plechtig
- Lento: 40 - 60, langzaam, slepend
- Largo: 40 - 60, breed, langzaam en statig
- Larghetto: 60 - 66
- Adagissimo: minder dan 66
- Adagio: 66 - 76, langzaam met uitdrukking, rustig (vanuit het Latijnse 'ad agio', gemakkelijk)
- Adagietto: 70 – 80

Matig langzaam:
- Andante: 69 - 84, rustig gaande
- Andantino: 76 - 80

Matig snel:
- Allegretto: 98 - 120, lichter dan Allegro (verschillend van Allegro Moderato)
- Moderato: 108 - 120, letterlijk gematigd in tempo
- Allegro Moderato: Rustiger dan Allegro (verschillend van Allegretto)

Snel:
- Allegro: 120 - 138, vlug en levendig (achter Allegro komen vaak de volgende toevoegingen: con spirito (met geestdrift); con brio (met levendigheid); con fuoco (met vuur) en agitato (geagiteerd/onrustig).
- Vivace: 144 - 160, snel, levendig (het verschil met Allegro is dat vivace eerder levendig, vooruitsnellen betekent en Allegro een wat veelzijdiger karakter heeft, zowel monter/vrolijk als bijvoorbeeld streng, dwingend of krachtig. Vandaar die extra toevoegingen).
- Vivacissimo: sneller dan vivace
- Allegro vivace: 152 - 168

Zeer snel:
- Allegro assai: 168 - 192 (assai betekent letterlijk heel veel)
- Presto: 168 - 192, zeer snel, haastig
- Prestissimo: 200 - 208, uiterst snel
- Veloce: vliegensvlug

## Terminologie voor tempoverandering
Sommige begrippen worden in combinatie gebruikt, zoals molto en assai. Voorbeeld: assai presto, ofwel nogal snel; poco rallentando, ofwel een beetje vertragend.
- Accelerando (accel.): versnellend
- A tempo: terugkeer naar het tempo van voor de verandering
- Animato: levendig, opgewekt
- Animando: levendiger wordend, licht versnellend
- Assai: veel, zeer, tamelijk, nogal
- Calando: afnemend in sterkte en snelheid
- L'istesso tempo: hetzelfde tempo
- Molto: veel
- Meno mosso: minder beweeglijk, langzamer
- Più mosso: beweeglijker, sneller
- Poco: een beetje, enigszins
- Poco a poco: beetje bij beetje, langzamerhand
- Rallentando (rall.): vertragend
- Rapido: snel, slaat meestal op een kleinere groep noten, men ziet ook wel rapidissimo of veloce.
- Ritardando (rit.): vertragend
- Ritenuto: een beetje langzamer, dit is echter niet altijd een tempoaanduiding, maar kan ook een karakteraanduiding zijn (vertaling: 'ingehouden')
- Rubato: 'gestolen', het tempo kan binnen de maat evenwichtig en regelmatig vertragen en versnellen.
- Stringendo: toenemend in zowel sterkte als tempo, spannender worden
- Tempo primo: terugkeer naar het aanvankelijke tempo, meestal aan het begin van een nieuw gedeelte.

De uitgang '-ando' (Italiaans tegenwoordig deelwoord, Nederlands -end) geeft een verandering weer over meer tonen (bijvoorbeeld rallentando = vertragend, animando = levendiger wordend), gedurende een bepaalde tijdspanne, terwijl de uitgang '-ato of -uto' (voltooid deelwoord gebruikt als bijvoeglijk naamwoord of bijwoord) meestal op een bereikte toestand slaat (bijvoorbeeld animato = levendig, meno mosso = minder bewogen).

## Polyritmiek
Een muziekstuk waarin tegelijkertijd uiteenlopende tempi voorkomen, heet polyritmisch. Vooral vanaf het begin van de 20e eeuw werd dit toegepast door componisten. Een voorbeeld is The Unanswered Question van Charles Ives, waarin de strijkers van begin tot einde largo als tempoaanduidingen hebben, terwijl de blazer een serie frases daar overheen spelen met afwijkende tempi (van adagio tot presto).